# Polowy mikroskop jonowy

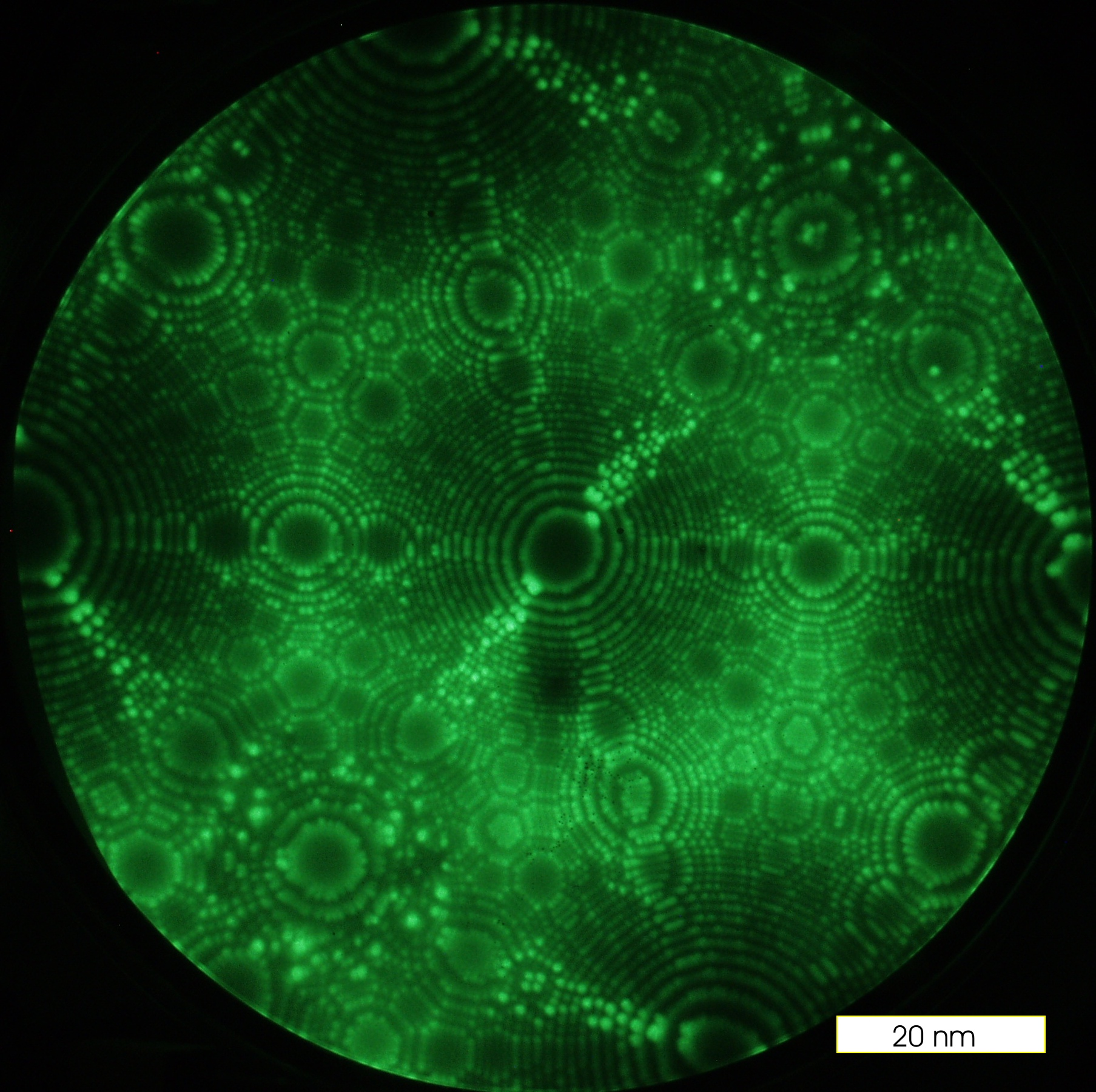
Obraz uzyskany w mikroskopie jonowym z anodą wolframową. Układ plamek pokazuje rozmieszczenie pojedynczych atomów na ostrzu. Pierścieniowy układ plamek jest obrazem sześciennej sieci krystalicznej na powierzchni sferycznej

Schemat mikroskopu jonowego

Polowa mikroskopia jonowa (ang. Field ion microscopy (FIM)) – technika analityczna stosowana w nauce o materiałach.
Jest to najstarsza technika, która pozwoliła "zobaczyć" pojedyncze atomy. Technika została wymyślona i zastosowana po raz pierwszy przez Erwina Müllera, który opublikował jej zasady w 1951 r, w czasopiśmie Zeitschrift für Physik.
Za pomocą tej techniki można oglądać atomy na powierzchni specjalnie spreparowanych, cienkich (promień <50 nm) metalowych igieł. Igłę taką umieszcza się w komorze próżniowej, którą napełnia się gazem szlachetnym – neonem lub helem. Igła jest schładzana do bardzo niskiej temperatury (4-100 K), a następnie jest do niej przykładane dodatnie napięcie wielkości od 1000 do 20 000 woltów.
Atomy gazu są jonizowane przez silne pole elektryczne generowane przez igłę (stąd pochodzi nazwa techniki). Utworzone w ten sposób jony dodatnie są odpychane od igły, w przybliżeniu prostopadle do jej powierzchni. Jest to tzw. efekt punktowej projekcji jonów. Jony te trafiają do detektora. Dzięki temu, że masy jonów są relatywnie duże w porównaniu z masą elektronu, na ich ruch niewielki wpływ mają efekty kwantowomechaniczne, a ich prędkości termiczne są mniejsze, co poprawia ostrość obrazu. Obrazy tworzone na podstawie danych z takiego detektora mają na tyle dużą rozdzielczość, że można na nich rozpoznać pojedyncze atomy powierzchni.
Technika ta nadaje się do badania wyłącznie specjalnie preparowanych powierzchni metali. Pokrewnymi i bardziej uniwersalnymi technikami są mikroskop elektronowy (zwłaszcza mikroskop polowy), skaningowy mikroskop tunelowy i mikroskop sił atomowych.